# 153. østlige længdekreds
Den 153. østlige længdekreds (eller 153 grader østlig længde) er en længdekreds, der ligger 153 grader øst for nulmeridianen. Den løber gennem Ishavet, Asien, Stillehavet, Australasien, det Sydlige Ishav og Antarktis.